# Phalombe (district)
Phalombe is een district in de zuid regio van Malawi. De hoofdstad van het district heet ook Phalombe. Het district heeft een oppervlakte van 1394 km² en een inwoneraantal van 231.990. En heeft dus een bevolkingsdichtheid van 166,42 inwoners per km².